# Schiffornis virescens
Schiffornis virescens là một loài chim trong họ Tityridae.